# ستيفن مالوري الثاني
ستيفن مالوري الثاني هو محامي وسياسي أمريكي، ولد في 2 نوفمبر 1848 في كولومبيا في الولايات المتحدة، وتوفي في 23 ديسمبر 1907 في بينساكولا في الولايات المتحدة. نشط حزبياً في الحزب الديمقراطي.

## مناصب
- انتخب عضو مجلس الشيوخ الأمريكي [الإنجليزية]‏ عن دائرة Florida Class 3 senate seat ‏ وقد انضم خلال فترته النيابية [الإنجليزية]‏ (4 مارس 1907 – 23 ديسمبر 1907) للكتلة البرلمانية الحزب الديمقراطي.
- انتخب عضو مجلس الشيوخ الأمريكي [الإنجليزية]‏ عن دائرة Florida Class 3 senate seat ‏ وقد انضم خلال فترته النيابية [الإنجليزية]‏ (4 مارس 1905 – 4 مارس 1907) للكتلة البرلمانية الحزب الديمقراطي.
- انتخب عضو مجلس الشيوخ الأمريكي [الإنجليزية]‏ عن دائرة Florida Class 3 senate seat ‏ وقد انضم خلال فترته النيابية [الإنجليزية]‏ (4 مارس 1903 – 4 مارس 1905) للكتلة البرلمانية الحزب الديمقراطي.
- انتخب عضو مجلس الشيوخ الأمريكي [الإنجليزية]‏ عن دائرة Florida Class 3 senate seat ‏ وقد انضم خلال فترته النيابية [الإنجليزية]‏ (4 مارس 1901 – 4 مارس 1903) للكتلة البرلمانية الحزب الديمقراطي.
- انتخب عضو مجلس الشيوخ الأمريكي [الإنجليزية]‏ عن دائرة Florida Class 3 senate seat ‏ وقد انضم خلال فترته النيابية [الإنجليزية]‏ (4 مارس 1899 – 4 مارس 1901) للكتلة البرلمانية الحزب الديمقراطي.
- انتخب عضو مجلس الشيوخ الأمريكي [الإنجليزية]‏ عن دائرة Florida Class 3 senate seat ‏ وقد انضم خلال فترته النيابية [الإنجليزية]‏ (14 مايو 1897 – 4 مارس 1899) للكتلة البرلمانية الحزب الديمقراطي.
- انتخب عضو مجلس ولاية فلوريدا  [لغات أخرى]‏.
- انتخب عضو مجلس نواب فلوريدا  [لغات أخرى]‏.
- انتخب عضو مجلس النواب الأمريكي.
- انتخب عضو مجلس الشيوخ الأمريكي [الإنجليزية]‏.